# Ґалан Володимир
Гала́н Володи́мир (3 квітня 1893, м. Глиняни —3 липня 1978, Філадельфія) — український військовик, громадський діяч у США. Поручник артилерії УГА.

## Біографія
Народився 3 квітня 1893 року в містечку Глиняни у Галичині, нині місто Золочівського району Львівської області (тоді Перемишлянський повіт, Королівства Галичини і Володимирії, Австро-Угорщина).
Під час Першої світової війни — старший лейтенант австрійської армії, від 1918 року — старшина (офіцер) Української Галицької армії. Батарея під командуванням В. Ґалана брала участь у визволенні Бучача від польських окупантів під час Чортківської офензиви УГА, зокрема, відбила сильну атаку уланів. Згадував: під час війни взимку 1919—1920 років між станціями Махнівка — Калинівка (тепер Вінницька область) було помічено кілька вантажних вагонів, в яких перебували повно замерзлих трупів хворих вояків УГА. Емігрував до США, де довгі роки був директором Злученого Українсько-Американського Допомогового Комітету (ЗУАДК). Автор книжки спогадів із часів українських визвольних змагань «Батерія смерти» (вийшла у видавництві «Червона Калина)».
Помер 1978 року у Філадельфії, штат Пенсільванія, США. Похований на українському католицькому цвинтарі Фокс Чейз там же.